# Olle Andersson (skådespelare)
Violinisten med detta namn återfinns på Olle Andersson (musiker)
Kjell Olof Göran "Olle" Andersson, född 8 juli 1937 i Kristine församling, Falun, Dalarna, död 19 juni 1975 i Säter, Dalarna, var en svensk skådespelare.

## Biografi
Andersson började som studentunderhållare i Uppsala och uppmärksammades så småningom av TV. Han spelade revy på Casino 1963 och var engagerad vid Riksteatern, bland annat som Prins Orlofsky i operetten Läderlappen 1965. Han gjorde ett minnesvärt framträdande i Hylands hörna, där han bland annat hann med att klippa av slipsen för Lennart Hyland. Han spelade också fotograf i Hasse Ekmans TV-serie Niklasons 1965. 
Andersson blev känd för en bred publik för sin medverkan i Tiotusenkronorsfrågan från Skansen i Stockholm. Ett av hans mest kända nummer var kupletten Smokingraggaren. I mitten av 1960-talet medverkade han i ett par av Hagge Geigerts revyer på Lisebergsteatern i Göteborg. Några av hans nummer finns dokumenterade på skiva (LP:n Hagge Geigerts revy 1967 och "Prova syltan pastorn!" på CD:n Capricer med OD, del 2, 1970–1975).
Olle Andersson var en mångsidig artist som kunde växla mellan att sprida glädje och upprymdhet vid ett ostämt piano den ena kvällen och sjunga och spela ut sorg och förtvivlan på teatern under nästa. Från 1971 var han engagerad vid Uppsala-Gävle stadsteater fram till sin död. 
Han är begravd på Säters kyrkogård.

## Filmografi
- 1965 – Morianerna
- 1965 – Niklasons (TV-serie)
- 1970 – Lyckliga skitar
- 1973 – Vem älskar Yngve Frej

## Teater

### Roller (ej komplett)
| År   | Roll       | Produktion                                                          | Regi            | Teater              |
| ---- | ---------- | ------------------------------------------------------------------- | --------------- | ------------------- |
| 1964 | Medverkade | Va' ska vi göra (Hvad ska vi lave) Klaus Rifbjerg och Jesper Jensen | Jackie Söderman | Lilla Teatern       |
| 1965 | Ladislas   | Lyckan på spel (Bonheur, impair et passe) Françoise Sagan           | Hans Bergström  | Fredriksdalsteatern |

### Fotnoter
1. ↑  ”Olle Andersson”. Svensk filmdatabas. http://www.sfi.se/sv/svensk-filmdatabas/Item/?type=PERSON&itemid=63538&ref=%2ftemplates%2fSwedishFilmSearchResult.aspx%3fid%3d1225%26epslanguage%3dsv%26searchword%3dOlle+andersson%26type%3dPerson%26match%3dBegin%26page%3d1%26prom%3dFalse. Läst 22 september 2012.
2. ↑  Minnesord i Dagens Nyheter 23 juni 1975 sid.30
3. ↑  Olle Andersson Diskografi naxos.com
4. ↑  Bengt Jahnsson (5 september 1964). ”Revy mellan två stolar”. Dagens Nyheter:  s. 16. https://arkivet.dn.se/tidning/1964-09-05/11166-241/14. Läst 19 juli 2025.
5. ↑  Hans Axel Holm (11 juli 1965). ”Sommarregnet – en roll att räkna med”. Dagens Nyheter:  s. 8. https://arkivet.dn.se/tidning/1965-07-11/11166-184/8. Läst 29 maj 2018.